# Se fossi milionario
Se fossi milionario è un brano musicale italiano del 1941, scritto da Eugenio Calzia e Cram, fu inciso per la prima volta da Ernesto Bonino . Sempre lo stesso anno la canzone fu registrata da Pippo Starnazza e nel mese di luglio da Rudy Solinas, accompagnato dal Quintetto del Delirio e dalla chitarra di Cosimo Di Ceglie.

## Testo e significato
Il brano, con l'arrangiamento dell'orchestra jazz di Pippo Barzizza con i suoi ottoni sincopati, si accompagna ad un testo spensierato e demenziale e, nel suo genere,  è rappresentativo di quella tendenza esterofila, che si era manifestata in Italia nei primi anni '40 .

## Altre incisioni
- 2000, Abbassa la tua radio, Stefano Bollani (versione strumentale)
- 1981, Che ritmo!, Beppe Starnazza e i vortici